# Para-quaterfenyl
Para-quaterfenyl is een polyfenyl met vier fenylringen op een rij in para-oriëntatie. Het is een aromatische koolwaterstof die volgt in het rijtje bifenyl, para-terfenyl. De vier fenylgroepen liggen in een vlak.

## Toepassing
Het gehele molecuul is een chromofoorgroep. Evenals het vergelijkbare terfenyl kan quaterfenyl gebruikt worden in vloeibare scintillators in scintillatiemeters, om radioactief verval te meten. Het te meten monster wordt in een oplossing van quaterfenyl geplaatst; het oplosmiddel is gewoonlijk een aromatisch solvent zoals tolueen. De moleculen van het oplosmiddel absorberen de energie van de uitgezonden bètastraling. De opgenomen energie wordt doorgegeven aan andere moleculen; wanneer dit een molecule van de scintillator (quaterfenyl) is, emitteert deze een foton. De fotonen worden dan middels een fotomultiplicator gedetecteerd.
Quaterfenyl heeft als nadeel dat het weinig oplosbaar is, minder dan terfenyl. Maar er zijn derivaten van quaterfenyl die beter oplosbaar zijn.